# Вознюк Борис Леонідович
Бори́с Леоні́дович Возню́к (нар. 14 червня 1943, Уфа, Башкортостан) — український актор театру, кіно та дубляжу, режисер, педагог, народний артист України (1999).

## Біографія
Народився 14 червня 1943 року в Уфі.
У 1963 році закінчив студію при Київському драматичному театрі імені Івана Франка (викладач В. М. Оглоблін).
У 1986 році закінчив Державний інститут театрального мистецтва у Москві (викладач Б. Раєвський).
З 1963 по 1966 року — актор Київського драмтеатру імені Івана Франка.
З 1966 року — актор Національного театру російської драми імені Лесі Українки (нині Національний академічний драматичний театр імені Лесі Українки) у Києві.
Також з 1985 року викладає акторську майстерність в Київському університеті театру, кіно і телебачення.
У 1995 році удостоєний звання заслуженого артиста України.
У 1999 році удостоєний звання народного артиста України.

## Ролі в театрі
- Батько («Двері грюкають!..» М. Фермо)
- Він («Історія однієї пристрасті» за Г. Джеймсом)
- Вожеватов («Безприданниця» О. Островського)
- Граф («Фернандо Крапп написав мені цього листа» Т. Дорста)
- Федір («Традиційний збір» В. Розова)
- Красавін («Діти Ванюшина» С. Найдьонова)
- Мольєр («Молоді роки короля Людовіка XIV» О. Дюма)
- Невідомий («Осінні скрипки» І. Сургучова)
- Родріґо («Отелло» В. Шекспіра)
- Сава Маковій («І відлетимо з вітрами» М. Зарудного)

## Фільмографія
- «Щовечора після роботи» (1973)
- «Талант» (1977)
- «Макар-слідопит» (1984)
- «Ленін у вогненному кільці» (1993)
- «День народження Буржуя» (1999)
- «Розлучення по-російськи» (1999)
- «Школа скандалу» (1999)
- «А життя продовжується» (2006)
- «Золоті хлопці-2» (2006)
- «Повернення Мухтара-4» (2007)
- «Територія краси» (2009)

## Кінорежисер
- 1999 — «Школа лихослів'я» (фільм-спектакль)

## Дублювання та озвучення

### Українською
- Ватажок (озвучення, Київнаукфільм)
- Послуга (озвучення, Київнаукфільм)
- Попутник (двоголосе закадрове озвучення, Студія 1+1)
- Бабусині казки (дубляж, Так Треба Продакшн)
- І цілого світу замало (дубляж, Так Треба Продакшн)
- Відчайдушні домогосподарки (дубляж, Так Треба Продакшн)
- Півзахисник з Нотр-Дама (багатоголосе закадрове озвучення, Так Треба Продакшн)
- Астерікс на Олімпійських іграх (дубляж, ТВ+)
- Мисливці за відьмами (дубляж, Le Doyen)
- Лотта з містечка винахідників (дубляж, Tretyakoff Production)
- Пісня ангела (дубляж)

### Російською
- Ватажок (російське озвучення, Київнаукфільм)
- Послуга (російське озвучення, Київнаукфільм)
- Пісочний годинник (російське озвучення, Київнаукфільм)
- Острів скарбів (російське озвучення, Київнаукфільм)
- V.I.P. (російське багатоголосе закадрове озвучення, Хлопушка/Інтер)
- Десяте королівство (російське багатоголосе закадрове озвучення, Хлопушка/Інтер)
- Поліцейська історія (2 частини) (російське багатоголосе закадрове озвучення, Хлопушка/Інтер)
- Лотта з містечка винахідників (російський дубляж, Tretyakoff Production)
- Пісня ангела (російський дубляж)